# Бои за высоты (1967)

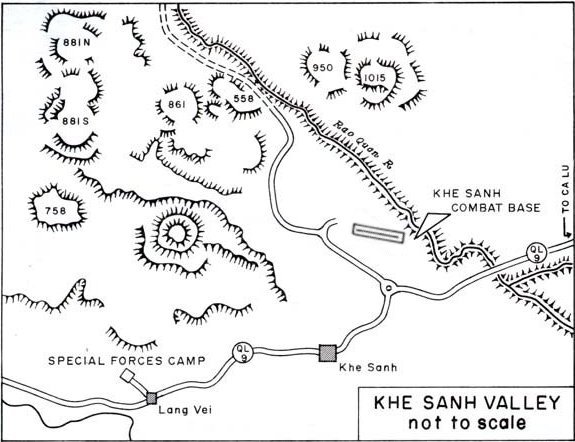
Район базы Кхесань с прилегающими высотами

Бои за высоты (англ. Hill Fights) — сражение между морской пехотой США и северовьетнамской армией в 1967 году во время войны во Вьетнаме. Одно из крупнейших сражений этой войны в 1967 году.
Предпосылкой к сражению было то, что северовьетнамские войска сумели незаметно построить оборонительные сооружения на трёх высотах, расположенных северо-западнее базы морской пехоты Кхешань и господствовавших над местностью.
Сражение началось почти случайно, после того, как 24 апреля патруль морской пехоты обнаружил позиции противника на высоте 861. В следующие дни морская пехота пыталась выбить северовьетнамские войска с занимаемых позиций, поначалу значительно уступая им в численности. Бои формально завершились 5 мая после того, как северовьетнамские войска после ожесточённых бомбардировок и артиллерийских обстрелов покинули все высоты.
В ходе сражения обе стороны понесли большие потери.[уточнить]
«Бои за высоты» не имеют официального американского названия, так как состоялись спонтанно, вне рамок какой-либо операции.